# Fenmetrazina

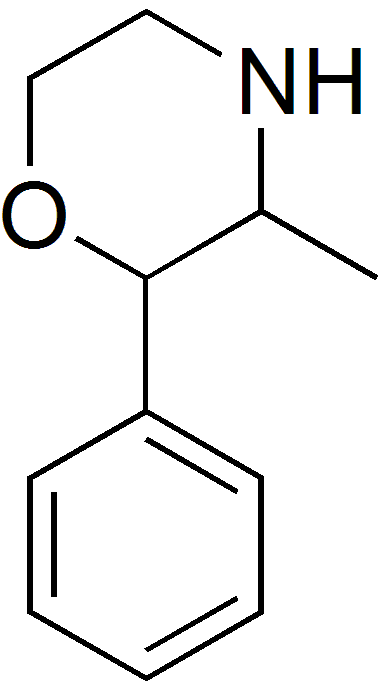
Fenmetrazina

La fenmetrazina es una  sustancia sicotrópica, un antidepresivo atípico de la familia de los antidepresivos tricíclicos,  que actúa como inhibidor de la recaptación de dopamina. Es un simpaticomimético. Es un derivado de las anfetaminas. Esta droga simpaticomimética fue sintetizada por primera vez en 1952 y desde entonces ha sido utilizada primariamente como depresor del apetito.
Se ha usado para el tratamiento de la obesidad, como inhibidor del apetito, pero su potencial abuso es tal que su uso no puede justificarse como agente anoréxico. Su nombre va variando según la marca.
La fenmetrazina puede producir una pérdida de peso media de aproximadamente 0,2 kg por semana. Está absolutamente contraindicada si hay antecedentes de abuso de drogas, drogodependencia o enfermedad psiquiátrica.
En España fue prohibida desde el año 2000 por sus efectos riesgosos para la salud mental, fundamentalmente la generación de un brote psicótico. Entre los síntomas que puede producir están la taquicardia, dilatación de las pupilas, aumento de la tensión arterial, hiperreflexia, sudor, escalofríos, anorexia, náuseas o vómitos, insomnio y alteraciones del comportamiento, tales como agresividad, delirios de grandeza, hipervigilancia, agitación y alteración del juicio. En 2012 ingresó en la lista de medicamentos prohibidos.
La Asociación del Fútbol Argentino la prohibió en 2018 como estimulante específico.